# Elizabeth Fee
Elizabeth Fee (11 décembre 1946 - 17 octobre 2018), également connue sous le nom de Liz Fee, est une historienne des sciences, de la médecine et de la santé. Elle est chef de la Division de l'histoire de la médecine de la United States National Library of Medicine.

## Jeunesse et éducation
Fee est né à Belfast de Deirdre et John Fee, missionnaires méthodistes. Dès l'âge de cinq mois, elle commence à voyager avec ses parents vers des destinations telles que la Chine, la Malaisie, l'Inde, l'Égypte et toute l'Europe,,. Après avoir contracté la scarlatine en Chine, Fee perd l'ouïe d'une oreille. Au cours de son adolescence, la famille retourne en Irlande du Nord où Fee est scolarisée.
Fee étudie la biologie à l'Université de Cambridge et obtient un First. En 1968, elle obtient une bourse Fulbright et part étudier avec Thomas Samuel Kuhn à l'Université de Princeton. Elle obtient deux maîtrises et un doctorat en histoire et philosophie des sciences en 1978. Sa thèse, basée sur des périodiques victoriens, s'intitule "La science et la question de la femme, 1860–1920".

## Carrière
Fee enseigne l'histoire des sciences et de la médecine à l'Université d'État de New York et introduit des cours controversés sur la sexualité humaine,.
En 1974, Fee part travailler à la Johns Hopkins School of Public Health, où elle reste jusqu'en 1995. Elle travaille dans des départements tels que les sciences humaines de la santé, la santé internationale et la politique de santé.
Fee est impliquée dans le mouvement féministe et la Health Marxist Organization. En 1994, elle coédite Women's Health, Politics, and Power: Essays on Sex/Gender, Medicine, and Public Health avec Nancy Krieger.
Elle est particulièrement connue pour son travail de documentation et d'analyse de l'histoire du VIH/SIDA. L'historien Theodore M. Brown déclare que Fee cherchait "à s'assurer que les besoins et les droits des personnes vulnérables ne sont pas bafoués dans la précipitation pour protéger le public". Elle coédite AIDS: The Burden of History en 1988 et AIDS: The Making of a Chronic Disease en 1992 avec Daniel Fox. Son travail éclaire la recherche sur la santé et le bien-être des lesbiennes, gays, bisexuels, transgenres et queer.
Fee écrit près d'une trentaine de livres et des centaines d'articles, sur des sujets aussi variés que le traitement racialisé de la syphilis, l'histoire de la brosse à dents et le bioterrorisme,,. Au cours de sa période à Johns Hopkins, Fee écrit une histoire de la School of Public Health, Disease and Discovery: A History of the Johns Hopkins School of Hygiene and Public Health, 1916–1939  qui est considéré comme la première "biographie" de la première école de santé publique, et qui documente les réseaux de pouvoir dans un domaine soi-disant technocratique. Plus tard, elle et Roy Acheson écrivent une histoire de l'éducation en santé publique.
En 1990, Fee devient rédactrice en chef de la section histoire de l'American Journal of Public Health (AJPH).
Dans les années 1990, elle lance le Sigerist Circle, qui examine la classe, la race et le sexe, et le Spirit of 1848 Caucus de l'American Public Health Association, qui cherche à mieux comprendre comment l'identité influence la santé publique,.
Fee devient cheffe de la division d'histoire de la médecine à la Bibliothèque nationale de médecine en 1995. Elle supervise les mouvements de restructuration de l'organisation autour de trois sections : Livres rares et manuscrits anciens, Images et archives, et Expositions. Dans les années 2000, elle est l'une des dirigeantes de Global Health Histories, un groupe créé par la Fondation Rockefeller et l'Organisation mondiale de la santé pour analyser les initiatives de santé publique du XXe siècle,. Cela aboutit au livre The World Health Organization: A History, écrit avec Marcos Cueto et Theodore M. Brown. Elle est nommée historienne en chef de la Bibliothèque nationale de médecine en 2011.
Peu de temps avant sa mort en 2018, Fee prend sa retraite pour devenir chercheuse indépendante.
Fee rencontre sa femme, Mary Garafolo, dans les années 1980 lorsque Fee est basée à Johns Hopkins. Ils se sont mariés à Vancouver en 2005.
Fee est décédé des suites de complications de la Sclérose latérale amyotrophique le 17 octobre 2018 à Bethesda,.
Le numéro de juin de l'APJH comportait huit articles marquant l'influence de Fee dans le domaine de l'histoire de la santé publique.